# Adamantan
Adamantan är en polycyklisk cykloalkan och den enklaste diamantoiden med formeln C10H16.

## Historia
Adamantan upptäcktes i petroleum 1933 och syntetiserades första gången 1941 av den schweizisk-kroatiske kemisten Vladimir Prelog.

## Framställning
Adamantan framställs vanligen genom hydrogenering av dicyklopentadien

## Användning
Adamantan i sig har få användningsområden, den används som referensmaterial vid kärnmagnetisk resonans och samt i vissa typer av lasrar. Den används dock för att framställa amantadin, memantin och rimantadin som används i olika typer av läkemedel.